# Zuid-Korea op de Olympische Zomerspelen 1956
Zuid-Korea nam deel aan de Olympische Zomerspelen 1956 in Melbourne, Australië. Op de derde deelname werd voor het eerst meer dan brons gehaald. Zilver viel ten deel aan de bokser Song Sun-Chun.

## Medailles

### 2Zilver
- Song Sun-Chun — Boksen, mannen bantamgewicht

### 3Brons
- Kim Chang-Hi — Gewichtheffen, mannen lichtgewicht

## Resultaten en deelnemers per onderdeel

### Atletiek
Mannen marathon
- Lee Chang-Hoon — 2:28.45 (→ 4e plaats)
- Choi Chunk-Sik — 2:36.53 (→ 12e plaats)
- Wha Dong-Lim — niet gefinisht (→ niet geklasseerd)

### Wielersport
Mannen individuele wegwedstrijd
- Kim Ho-Soon — 5:34.37 (→ 37e plaats)
- Im Jang-Jo — niet gefinisht (→ niet geklasseerd)

Afghanistan · Argentinië · Australië · Bahama's · België · Bermuda · Birma · Brazilië · Brits-Guiana · Bulgarije · Cambodja* · Canada · Ceylon · Chili · Colombia · Cuba · Denemarken · Duits eenheidsteam · Egypte* · Ethiopië · Fiji · Filipijnen · Finland · Frankrijk · Griekenland · Groot-Brittannië · Hongarije · Hongkong · Ierland · IJsland · India · Indonesië · Iran · Israël · Italië · Jamaica · Japan · Joegoslavië · Kenia · Liberia · Luxemburg · Malakka · Mexico · Nederland* · Nieuw-Zeeland · Nigeria · Noord-Borneo · Noorwegen · Oeganda · Oostenrijk · Pakistan · Peru · Polen · Portugal · Puerto Rico · Roemenië · Singapore · Sovjet-Unie · Spanje* · Taiwan · Thailand · Trinidad en Tobago · Tsjecho-Slowakije · Turkije · Uruguay · Venezuela · Verenigde Staten · Vietnam · Zuid-Afrika · Zuid-Korea · Zweden · Zwitserland*

*alleen deelgenomen in Stockholm